# Presidente Roca
Presidente Roca é uma comuna do departamento de Castellanos, província de Santa Fé, Argentina.